# 第78回日劇學院賞
←第77回 - 第78回 - 第79回→
第78回日劇學院賞，針對2013年7月到9月在日本播出的連續劇做出投票與評比。

## 最優秀作品賞
1. 小海女
2. 半澤直樹
3. Woman

- 讀者票：1.小海女；2.半澤直樹；3.SUMMER NUDE
- 記者票：1.小海女；2.半澤直樹；3.Woman
- 評審票：1.小海女；2.半澤直樹；3.Woman

## 主演男優賞
1. 堺雅人（半澤直樹）
2. 小泉孝太郎（無名毒）
3. 山下智久（SUMMER NUDE）

- 讀者票：1.堺雅人（半澤直樹）；2.山下智久（SUMMER NUDE）；3.玉森裕太（歌舞伎華之戀）
- 記者票：1.堺雅人（半澤直樹）；2.山下智久（SUMMER NUDE）；3.玉森裕太（歌舞伎華之戀）
- 評審票：1.堺雅人（半澤直樹）；2.小泉孝太郎（無名毒）；3.澤村一樹（最強名醫2013）

## 主演女優賞
1. 能年玲奈（小海女）
2. 滿島光（Woman）
3. 松嶋菜菜子（急診室女醫2013）

- 讀者票：1.能年玲奈（小海女）；2.滿島光（Woman）；3.松嶋菜菜子（急診室女醫2013）
- 記者票：1.能年玲奈（小海女）；2.滿島光（Woman）；3.觀月亞里沙（齊藤太太來了2）
- 評審票：1.能年玲奈（小海女）；2.滿島光（Woman）；3.松嶋菜菜子（急診室女醫2013）

## 助演男優賞
1. 香川照之（半澤直樹）
2. 片岡愛之助（半澤直樹）
3. 松田龍平（小海女）

- 讀者票：1.香川照之（半澤直樹）；2.片岡愛之助（半澤直樹）；3.中山優馬（歌舞伎華之戀）
- 記者票：1.香川照之（半澤直樹）；2.松田龍平（小海女）；3.片岡愛之助（半澤直樹）
- 評審票：1.片岡愛之助（半澤直樹）；2.香川照之（半澤直樹）；3.松田龍平（小海女）

## 助演女優賞
1. 小泉今日子（小海女）
2. 宮本信子（小海女）
3. 藥師丸博子（小海女）

- 讀者票：1.小泉今日子（小海女）；2.上戶彩（半澤直樹）；3.宮本信子（小海女）
- 記者票：1.小泉今日子（小海女）；2.宮本信子（小海女）；3.橋本愛（小海女）
- 評審票：1.小泉今日子（小海女）；2.宮本信子（小海女）；3.藥師丸博子（小海女）

## 腳本賞
1. 宮藤官九郎（小海女）
2. 八津弘幸（日语：八津弘幸）（半澤直樹）
3. 坂元裕二（Woman）

## 主題曲賞
- 《追憶如潮》（小海女）-天野春子(小泉今日子)

## 監督賞
1. 福澤克雄、棚澤孝義、田中健太（半澤直樹）
2. 井上剛（日语：井上剛）、吉田照幸（日语：吉田照幸）、梶原登城（日语：梶原登城）、西村武五郎、桑野智宏（小海女）
3. 水田伸生、相澤淳（Woman）
4. 木村尚（日语：木村ひさし）、藤原知之（警部補 矢部謙三 2）
5. 福田雄一、入江悠（日语：入江悠）（天魔先生來了）

## 特別賞
- 大友良英（小海女音樂製作）

## 得賞原因
- 關於編劇宮藤官九郎，「宮藤官九郎寫出自己最棒的作品啦！在《小海女》中，宮藤不僅加入了一些小段子，還悄悄融入了他對震災一事的真摯想法」「《小海女》故事伏線的鋪墊與回收，以及充滿魅力的人物描寫，宮藤全都處理得很棒」、「在講述震災的那幾集中，當知道北三陸的人們平安無事時，我忍不住為此而流淚。本劇播出結束前一個月，我就開始感到心神不寧。直至現在，我仍然患有『海女綜合症』」。
- 關於導演福澤克雄等人，「緊張感和爽快感反復貫穿於劇中，如此編排令人們觀看《半澤直樹》時覺得時間過得很快。本劇的預告片和宣傳CM也做得很棒」、「鏡頭很好地捕捉了演員們的表演，這一點很不錯」、「硬要說的話，果然還是下跪戲最令人印象深刻。運用大量近鏡頭拍攝，演員的臉部特寫也非常有震撼力」。